# 1502 год
1502 (ты́сяча пятьсо́т второ́й) год  по юлианскому календарю — невисокосный год, начинающийся в субботу. Это 1502 год нашей эры, 2‑й год 1‑го десятилетия XVI века 2‑го тысячелетия, 3‑й год 1500‑х годов. Он закончился 523 года назад.
| Пн | Вт | Ср | Чт | Пт | Сб | Вс |
|    |    |    |    |    | 1  | 2  |
| 3  | 4  | 5  | 6  | 7  | 8  | 9  |
| 10 | 11 | 12 | 13 | 14 | 15 | 16 |
| 17 | 18 | 19 | 20 | 21 | 22 | 23 |
| 24 | 25 | 26 | 27 | 28 | 29 | 30 |
| 31 |    |    |    |    |    |    |

| Пн | Вт | Ср | Чт | Пт | Сб | Вс |
|    | 1  | 2  | 3  | 4  | 5  | 6  |
| 7  | 8  | 9  | 10 | 11 | 12 | 13 |
| 14 | 15 | 16 | 17 | 18 | 19 | 20 |
| 21 | 22 | 23 | 24 | 25 | 26 | 27 |
| 28 |    |    |    |    |    |    |

| Пн | Вт | Ср | Чт | Пт | Сб | Вс |
|    | 1  | 2  | 3  | 4  | 5  | 6  |
| 7  | 8  | 9  | 10 | 11 | 12 | 13 |
| 14 | 15 | 16 | 17 | 18 | 19 | 20 |
| 21 | 22 | 23 | 24 | 25 | 26 | 27 |
| 28 | 29 | 30 | 31 |    |    |    |

| Пн | Вт | Ср | Чт | Пт | Сб | Вс |
|    |    |    |    | 1  | 2  | 3  |
| 4  | 5  | 6  | 7  | 8  | 9  | 10 |
| 11 | 12 | 13 | 14 | 15 | 16 | 17 |
| 18 | 19 | 20 | 21 | 22 | 23 | 24 |
| 25 | 26 | 27 | 28 | 29 | 30 |    |

| Пн | Вт | Ср | Чт | Пт | Сб | Вс |
|    |    |    |    |    |    | 1  |
| 2  | 3  | 4  | 5  | 6  | 7  | 8  |
| 9  | 10 | 11 | 12 | 13 | 14 | 15 |
| 16 | 17 | 18 | 19 | 20 | 21 | 22 |
| 23 | 24 | 25 | 26 | 27 | 28 | 29 |
| 30 | 31 |    |    |    |    |    |

| Пн | Вт | Ср | Чт | Пт | Сб | Вс |
|    |    | 1  | 2  | 3  | 4  | 5  |
| 6  | 7  | 8  | 9  | 10 | 11 | 12 |
| 13 | 14 | 15 | 16 | 17 | 18 | 19 |
| 20 | 21 | 22 | 23 | 24 | 25 | 26 |
| 27 | 28 | 29 | 30 |    |    |    |

| Пн | Вт | Ср | Чт | Пт | Сб | Вс |
|    |    |    |    | 1  | 2  | 3  |
| 4  | 5  | 6  | 7  | 8  | 9  | 10 |
| 11 | 12 | 13 | 14 | 15 | 16 | 17 |
| 18 | 19 | 20 | 21 | 22 | 23 | 24 |
| 25 | 26 | 27 | 28 | 29 | 30 | 31 |

| Пн | Вт | Ср | Чт | Пт | Сб | Вс |
| 1  | 2  | 3  | 4  | 5  | 6  | 7  |
| 8  | 9  | 10 | 11 | 12 | 13 | 14 |
| 15 | 16 | 17 | 18 | 19 | 20 | 21 |
| 22 | 23 | 24 | 25 | 26 | 27 | 28 |
| 29 | 30 | 31 |    |    |    |    |

| Пн | Вт | Ср | Чт | Пт | Сб | Вс |
|    |    |    | 1  | 2  | 3  | 4  |
| 5  | 6  | 7  | 8  | 9  | 10 | 11 |
| 12 | 13 | 14 | 15 | 16 | 17 | 18 |
| 19 | 20 | 21 | 22 | 23 | 24 | 25 |
| 26 | 27 | 28 | 29 | 30 |    |    |

| Пн | Вт | Ср | Чт | Пт | Сб | Вс |
|    |    |    |    |    | 1  | 2  |
| 3  | 4  | 5  | 6  | 7  | 8  | 9  |
| 10 | 11 | 12 | 13 | 14 | 15 | 16 |
| 17 | 18 | 19 | 20 | 21 | 22 | 23 |
| 24 | 25 | 26 | 27 | 28 | 29 | 30 |
| 31 |    |    |    |    |    |    |

| Пн | Вт | Ср | Чт | Пт | Сб | Вс |
|    | 1  | 2  | 3  | 4  | 5  | 6  |
| 7  | 8  | 9  | 10 | 11 | 12 | 13 |
| 14 | 15 | 16 | 17 | 18 | 19 | 20 |
| 21 | 22 | 23 | 24 | 25 | 26 | 27 |
| 28 | 29 | 30 |    |    |    |    |

| Пн | Вт | Ср | Чт | Пт | Сб | Вс |
|    |    |    | 1  | 2  | 3  | 4  |
| 5  | 6  | 7  | 8  | 9  | 10 | 11 |
| 12 | 13 | 14 | 15 | 16 | 17 | 18 |
| 19 | 20 | 21 | 22 | 23 | 24 | 25 |
| 26 | 27 | 28 | 29 | 30 | 31 |    |

## События

### Европа
- 1485—1503 — Польско-турецкая война[1].
- 1493—1593 — Столетняя хорватско-османская война. Серия вооружённых конфликтов между Королевством Хорватия и Османской империей[2].
- 1499—1503 — турецко-венецианская война[3].
- 1499—1504 — Вторая итальянская война[4].
- 1501—1512 — Датско-шведская война[5].
- 1502—1503 — Максим Грек пребывал в монастыре Святого Марка во Флоренции[6].
- 1502—1510 — Исмаил I утвердил свою власть над обширными территориями: Фарс, Хузестан, Курдистан, Прикаспий (Гилян и Мазендеран), Армению[7].
- 1502—1543 — началась Гелдернская война. Вооружённый конфликт между Габсбургами и Карлом Эгмонтом за Гелдерн[8].
- Антидатское крестьянское восстание в Норвегии во главе с дворянином Кнутом Альфсоном.
- Заговор тайного крестьянского союза «Башмак» в Шпейерском епископстве. Руководители, кроме Иоса Фрица арестованы и казнены.
- В период русско-литовской войны 1501-1505 годов, крымский хан Менгли I Гирей совершил военный поход на Великое княжество литовское и окончательно разорил Большую Орду[9].
  - Большая Орда разгромлена Крымским ханством. Значительная часть её территорий вошла в состав Крымского ханства, а в низовьях реки Волга оформилось самостоятельное Астраханское ханство[10].
- Флоренции в качестве новиция (послушника)[6].

### Азия
- 1502—1503 — союзные правителю Ферганы Бабуру моголистанские ханы оставили гарнизоны в покорившихся Бабуру Оше и Маркинане (Маргелане). Жители подняли восстание и изгнали гарнизоны.
- Присоединение к Сефевидам Восточной Грузии. Начало завоевания Ирака и Ирана.
- Шах Персии Исмаил I двинулся на юг, разгромил главные силы султана Ак Коюнлу и занял Тебриз. Исмаил провозгласил себя шахом, а шиизм — государственной религией.
- Португальцы присоединяют остров Святой Елены.
- Васко да Гама, назначенный «адмиралом Индии», подчиняет шейхов, правивших городами султаната Килва. Килва сделана столицей португальских владений и находилась в ведении вице-королей Индии.

### Америка
- 1502—1504 — четвёртая экспедиция Колумба.
  - 3 апреля — начало экспедиции Христофора Колумба:
  - 15 июня — двигаясь через Малые Антильские острова, Колумб открыл остров Мартиника.
  - 29 июня — спасаясь от морской бури, Колумб попросил у наместника Эспаньолы Николаса Овандо разрешения укрыться в гавани Санто-Доминго, но ему было отказано. К счастью, суда Колумба справились с бурей.
  - Июль — Колумб двинулся на запад вдоль южного побережья Эспаньолы и Ямайки. Он намеревался дойти на западе до материка и отыскать пролив, следуя вдоль берега.
  - 30 июля — Колумб подошёл к северному берегу земли, населённой народом майя (Гондурас). Бартоломе высадился на материк и формально вступил во владение страной.
  - Сентябрь — открыт Москитовый берег (Никарагуа) и «Золотой берег» (позднее — Коста-Рика, «Богатый берег»).
  - 5 октября — от индейцев страны Верагуа (Панама) Колумб узнал, что до Южного моря (Панамского залива в Тихом океане) можно добраться через узкую, но гористую полоску суши (Панамский перешеек).
  - 17 октября — открыт залив Москитос. Местные жители рассказали о существовании на юге страны, населённой воинственными людьми, которые ездят на животных, носят панцири, владеют мечами, луками и стрелами (очевидно, что речь шла о Перу — высокоразвитом государстве инков, жители которого использовали лам в качестве вьючных животных).
  - Ноябрь — суда Колумба с трудом продвигаются вдоль побережья Панамы.
  - Декабрь — Экспедиция встречает новый 1503 год в бухте, которая через 400 лет станет северным входом в Панамский канал. От Тихого океана Колумба отделяет лишь 65 км, но их он так никогда и не преодолеет.

## Русское государство
Правление: 1462—1505 — Иван III Васильевич.
Развязка в многолетней борьбе за власть внутри великокняжеского семейства.
- 1500—1503 — русско-литовская война[12][13].
  - Май — первым к Смоленску двинулось русское войско под руководством Василия Шемячича[14].
  - Начало июня — передовые отряды русской армии появились в окрестностях города. Узнав об этом, смоленский наместник Станислав Кишка начал готовиться к обороне города[14].
  - 14 июня — Иван III отпускает сына Дмитрия Жилку к Смоленску, воевать Литовские земли[12].
  - 2 июля — из Москвы выступило основное русское войско к Смоленску, когда пришло известие, что Крымское ханство разбило союзника ВКЛ Большую Орду[14].
  - Август — русская армия разбила солдат Станислава Кишки и смоленских бояр на подступах к городу, заставив их отступить за городские стены, а затем начала осаду Смоленска[14].
  - Август—17 сентября — Дмитрий Жилка безуспешно осаждает Смоленск, так его и не взяв[11].
  - Лето — русские войска стали грабить и жечь волости ВКЛ «по Березину и Видбеск и по Двину», захватывая в плен многих местных жителей. В частности, была захвачена и разграблена Орша, были сожжены посады Витебска[14].
  - 16 августа — великий князь литовский Александр Ягеллончик выдал льготную грамоту, согласно которой смоленские мещане на 6 лет освобождались от налогов. Это укрепило боевой дух смолян[14].
  - 27 августа — Иван III отправил к Смоленску подкрепление (пять полков во главе с Булгаковым и Голениным), насчитывающее примерно 4000—4500 ратников[14].
  - Сентябрь — войска рыцарей Ливонской конфедерации безуспешно пытались овладеть Изборском[12].
  - 5 сентября—8 сентября — ливонцы осадили Псков, но безуспешно[12].
  - 13 сентября — сражение у озера Смолина, в которой обе стороны понесли крупные потери. Магистр Вальтер фон Плеттенберг продолжил отступать и вернулся в Ливонию[12].
  - 16 сентября — русские предприняли очередной штурм Смоленска, но он закончился неудачей. В это время к городу приблизилось посланное Александром Ягеллончиком литовское войско под командованием Станислава Кезгайло. Оно отбило у русских Оршу. Узнав об этом, Дмитрий Жилка, посоветовавшись с воеводами, решил отступить[14].
  - 17 сентября — русское войско сняло осаду Смоленска[14].
  - 23 октября — русское войско вернулось в Москву[12].
  - Зима — войска князей Семена Стародубского-Можайского и Василия Шемячича совершили ответный набег на земли Ливонской конфедерации[12].
  - Крымское войско Менгли I Гирея в 90 тысяч человек совершило набег на ВКЛ и Польшу, опустошило в районах Луцка, Турова, Львова, Бряслава, Люблина, Вишнецка, Бельза, Кракова, постепенно его обескровливая. Это заставило литовского князя Александра направить свои усилия на подписание мирного договора[12].
- 1502—1518 — Казанский трон, при поддержку Русского государства, вновь занял про российски настроенный хан Мухаммед-Эмин[15]. 
  - Конец 1501/начало 1502 — Кул-Мухаммед, желая ослабления ханской власти и укрепления позиций карачи-беков в стране начинает интриги по смещению казанского хана[16].
  - Январь — смена ханской власти в Казани за "измену" по просьбе местных князей. Казанский хан Абдыл-Летиф вновь был пленён и приведён под охраной в Москву (см. 1500 год)[17].
  - Зима — возведение на престол в Казани, при поддержке русского войска, бывшего хана Магмет-Аминя, старшего брата свергнутого хана[17][16].
  - Мухаммед-Эмин казнил Кул-Мухаммеда и его сторонников[16].
  - Мухаммед-Эмин под влиянием своей жены Каракуш (дочь Ямгурчи и вдова хана Али, долгое время находившаяся в вологодской ссылке) и под воздействием слухов о скорой кончине Ивана III, при поддержке нагайских татар начал проводить анти русскую политику с целью освободиться от русского протектората[16].
- 11 апреля — Иван III накладывает опалу и распорядился арестовать Дмитрия Внука (умер в заключении в 1509 году) и его мать — Елену Стефановну (умерла в заключении в январе 1505 года), запрещает поминать его имя на ектениях и литиях, а также именовать его великим князем[18][19].
- 14 апреля — Василий III Иванович по благославлению митрополита Симона, посажен отцом Иваном III "на великое княжение Владимирское и Московское и Всея Руси самодержавцем", став единственным соправителем и наследником заболевшего в 1503 году отца[19][20]. По отзыву В.Н. Татищева: "совершенную монархию возставил и, о наследии престола единственному сыну учиня закон, собором утвердил"[11].
- 09 июня — Иван III переезжает в свою резиденцию в московском селе Воронцово (на правом берегу Яузы) и остаётся там до 21 декабря[11].
- Рыльск выдержал нападение хана Большой Орды — Шейх-Ахмеда[21].
- Основан город Ряжск.

## Начало правления
См. также: Список глав государств в 1502 году
- 1502—1524 — шахиншах Персии Исмаил I.
- 1502—1514 — Абд аль-Керим, хан Астраханского ханства[22].
- 1501—1736 — Династия Сефевидов в Персии.
- Прекратила существование старшая линия династии Палеологов, наиболее долговечной династии императоров Византии.

## Родились

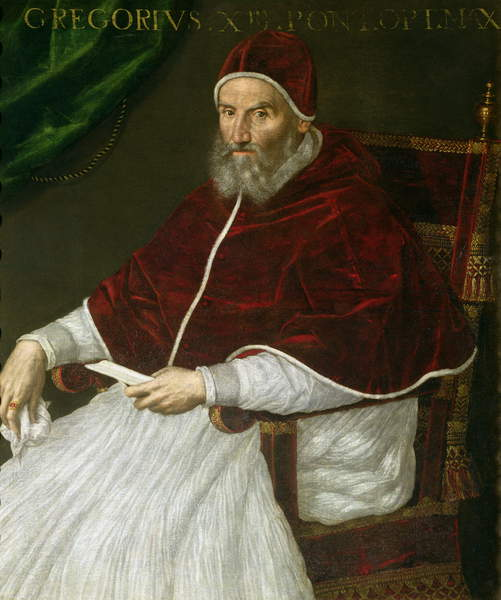
Изображение Григория XIII.

См. также: Категория:Родившиеся в 1502 году
- 7 июня — Жуан III Благочестивый, король Португалии и Альгарвы (1521—1557), племянник Жуана II, сын Мануэла I Великого.
- Антонио Мария Дзаккария — итальянский святой католической церкви.
- Блаунт, Элизабет — фаворитка короля Англии Генриха VIII.
- Григорий XIII — папа римский с 13 мая 1572 по 10 апреля 1585 год.
- Джон Дадли — английский государственный деятель, герцог Нортумберленд, регент Англии в 1549—1553 годах (от имени малолетнего короля Эдуарда VI). После смерти последнего в 1553 году попытался возвести на трон свою невестку леди Джейн Грей, однако потерпел неудачу, был арестован и казнён.
- Роксолана — наложница, а затем жена османского султана Сулеймана, мать султана Селима ІІ.
- Кук ван Альст, Питер — фламандский художник, архитектор, скульптор, гравёр, писатель и иллюстратор.
- Легаспи, Мигель Лопес де — испанский конкистадор с титулом аделантадо, роль которого в истории Филиппин сравнима с ролью Кортеса в истории Мексики и с ролью Писарро в истории Перу.
- Нуниш, Педру — португальский математик.
- Писарро, Гонсало — испанский конкистадор, сводный младший брат Франсиско Писарро.

## Скончались

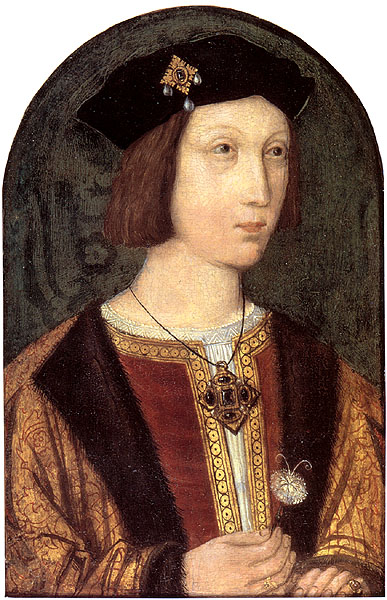
Изображение Артура, принца Уэльского.

См. также: Категория:Умершие в 1502 году
- Артур — старший сын короля Генриха VII и Елизаветы Йоркской, наследник трона Англии. Скончался в возрасте 15 лет, так и не взойдя на престол. После смерти Генриха VII королём стал младший брат Артура, Генрих VIII Тюдор.
- Ауисотль — ацтекский полководец, император (уэй-тлатоани) Теночтитлана (Мехико) из династии Акамапичтли. Существенно расширил границы ацтекской империи на юг и восток.
- Виварини, Альвизе — живописец, племянник, а может быть, ученик Бартоломео Виварини, также представитель венецианской школы.
- Франческо Лаурана — итальянский скульптор и медальер.